# Farceaux
Farceaux is een gemeente in het Franse departement Eure (regio Normandië). De gemeente telt 275 inwoners (1999) en maakt deel uit van het arrondissement Les Andelys.

## Geschiedenis
De 18de-eeuwse Cassinikaart toont het dorp Farceaux en duidt ten westen en ten zuiden een windmolen aan.
Op het eind van het ancien régime op het eind van de 18de eeuw, toen de gemeenten werden gecreëerd, werd Farceaux een gemeente.
In 1842 werden buurgemeenten La Londe en Neuville opgeheven en bij Farceaux gevoegd. De bevolking groeide zo van 238 inwoners in 1841 naar 411 in 1846.

## Geografie
De oppervlakte van Farceaux bedraagt 7,7 km², de bevolkingsdichtheid is 35,7 inwoners per km².
De onderstaande kaart toont de ligging van Farceaux met de belangrijkste infrastructuur en aangrenzende gemeenten.

## Bezienswaardigheden
- De Église Saint-Vaast

## Demografie
Onderstaande figuur toont het verloop van het inwonertal (bron: INSEE-tellingen).